# Saint-Sauveur-de-Meilhan
 Saint-Sauveur-de-Meilhan  es una población y comuna francesa, en la región de Aquitania, departamento de Lot y Garona, en el distrito de Marmande y cantón de Meilhan-sur-Garonne.

## Demografía
| 365 | 328 | 310 | 319 | 284 | 245 |
| Para los censos de 1962 a 1999 la población legal corresponde a la población sin duplicidades (Fuente: INSEE [Consultar]) |     |     |     |     |     |